# Batalla de Fleurus (1622)
La batalla de Fleurus del 29 de agosto de 1622 fue una lucha entre el ejército de España y las potencias protestantes del Sacro Imperio durante la Guerra de los Treinta Años. La sangrienta batalla destrozó las fuerzas protestantes y dejó a los españoles como señores absolutos de aquellas tierras.

## Campaña
Después del fracaso en intentar liberar Heidelberg, asediada por el ejército del conde Tilly, Federico V del Palatinado decidió disolver su ejército. El 13 de julio de 1622, el contrato fue cancelado y el ejército sin empleo de Mansfeld y de Cristián de Brunswick fue alquilado por los holandeses para ayudar a aliviar el sitio que sufrían en Bergen-op-Zoom.
El ejército protestante partió de Alsacia y a paso rápido cruzó el norte de Francia, entrando en los Países Bajos Españoles a través de Henao.
El ejército español de Flandes, bajo el mando de Ambrosio Espínola, que estaba ocupado en el sitio de Bergen-op-Zoom, una ciudad en el estuario del río Escalda, quedaba en una peligrosa situación; mientras los refuerzos holandeses se reunían al este de Breda, él encaraba una invasión desde el sur. Estaba en peligro de quedar atrapado entre los dos ejércitos enemigos, pues su línea de retirada hacia Amberes estaba bloqueada por el ejército invasor alemán. Gonzalo Fernández de Córdoba y Cardona, príncipe de Maratea, general del ejército español en el Palatinado, fue reclamado a toda prisa para detener a este ejército. Fernández de Córdoba marchó a través de Luxemburgo y el dificultoso terreno de las Ardenas, y tras una habilísima estrategia consiguió interceptar a Mansfeld y Brunswick en la frontera de Brabante.
La vanguardia del ejército protestante se topó con la caballería española del príncipe de Maratea el 27 de agosto, y el 29 encontraron al ejército de Córdoba atrincherado. Fernández de Córdoba, mucho más débil en caballería, había dispuesto una posición de bloqueo al norte de la ciudad de Mellet, cerca de Fleurus, con los flancos protegidos por bosques. Los comandantes protestantes desplegaron su ejército tratando de romper a través de la posición española.

## Orden de batalla
A continuación se describen los detalles del orden de batalla de ambos ejércitos.

### Ejército español
| Ala izquierda (comandante: De Sylva)      | Centro (comandante: Gonzalo Fernández de Córdoba), Príncipe de Maratea | Ala derecha (comandante: Gauchier)                                          |
| ----------------------------------------- | --- | --------------------------------------------------------------------------- |
| 4 escuadrones de caballería en dos líneas | Muchas compañías enmarcadas en 4 Escuadrones, dispuestos en una sola línea: 1.er escuadrón Tercio de Nápoles (16 compañías, españoles) Tercio Balanzón (2 compañías, borgoñones) Tercio Verdugo (15 compañías, valones) 2° escuadrón Regimiento Isenburg (10 compañías, alemanes del Bajo Rin) Regimiento Emden (1 compañía, alemanes del norte) 4 compañías libres (franceses) 3.er escuadrón Tercio de Capua (14 compañías, italianos) 4º escuadrón Regimiento Fugger (7 compañías, alemanes) | 800 mosqueteros (en los árboles) 5 escuadrones de caballería en dos líneas. |

La caballería española estaba compuesta por 53 pequeñas compañías, reunidas en escuadrones ad hoc. En estos había 29 compañías de coraceros y 24 compañías de arcabuceros. Todas excepto 4 compañías veteranas de coraceros habían sido reclutadas en 1621 y 1622. Estaban compuestas por reclutas valones y habían actuado pobremente en la batalla de Wimpfen. Por esta razón, Fernández de Córdoba estaba ciertamente preocupado por los flancos de su ejército, y tuvo que desplegar una enorme habilidad militar para mitigar los riesgos en batalla.
Por su parte, la infantería española era de calidad mixta: el tercio de Nápoles era una unidad de élite con rastros en la historia desde 1567, mantuvo su reputación en la batalla de Wimpfen con una excelente actuación, y Fernández de Córdoba, con amplias dotes militares, la situó en el puesto de honor a la derecha, bloqueando la senda. El regimiento Fugger y el tercio de Verdugo eran también unidades experimentadas, veteranos de la campaña en Bohemia. El resto de las unidades eran tropas de guarnición de baja calidad, movilizadas por Córdoba para completar el frente de batalla.

### Ejército protestante
| Ala izquierda (comandante: Cristián de Brunswick) | Centro (comandante: Mansfeld)                                                                   | Ala derecha (comandante: Streiff)           |
| ------------------------------------------------- | ----------------------------------------------------------------------------------------------- | ------------------------------------------- |
| 50 compañías de caballería sobre dos líneas       | 26 regimientos de infantería, reunidos en 8 batallones, dispuestos en ajedrezado de doble línea | 10 compañías de caballería sobre dos líneas |

Según testimonios de la época, la tropa protestante partió de Alsacia con unos 25.000 hombres, pero a causa de la dura marcha y de los furiosos campesinos valones, que asesinaron a muchos rezagados, solamente 14.000 llegarían a la batalla.
La caballería protestante estaba altamente motivada y era de buena calidad. Muchos de los caballeros eran miembros de la baja nobleza alemana, y la mayoría estaban pesadamente acorazados. La infantería disponía de mucho menos material, estaba pobremente equipada y había sufrido más las vicisitudes de la marcha.

## La batalla
Después de un corto cañoneo, Mansfeld ordenó un avance general. Algunos espacios se abrieron en la infantería alemana, pobremente adiestrada, y De Sylva atacó un flanco desprotegido sirviéndose de un batallón. No obstante, Streiff contraatacó, la caballería valona equivocó el paso y sufrió un considerable daño por las armas de fuego del enemigo. La caballería de De Sylva se refugió detrás de los carros de equipaje, mientras Streiff volvía sobre la infantería española, sin demasiado éxito.
En el lado derecho protestante, Brunswick había enviado a la casi totalidad de su caballería, el despliegue de Córdoba hizo imposible flanquear su posición, pero Brunswick esperaba destrozar la formación española con un asalto total y frontal. La primera carga fue rechazada por la caballería de Gauchier, pero Brunswick ordenó una segunda carga. La primera línea fue rechazada de nuevo, pero la segunda línea consiguió acorralar a la caballería valona. Brunswick se centró entonces en la infantería española, pero su infantería fracasó al intentar soportar la embestida de estos, el Tercio de Nápoles aguantó su posición, y los mosqueteros agazapados en los árboles comenzaron a disparar a la caballería protestante, que empezó a desordenarse. En una desesperada carga final, Brunswick resultó herido, y su caballería, desmoralizada, cayó al final. Después de cinco horas de lucha, Mansfeld ordenó la retirada. Era mediodía e intentó tomar el camino hacia Lieja en torno a Fernández de Córdoba para alcanzar Breda.
El ejército español estaba ya demasiado cansado para seguir al enemigo en retirada. No obstante, al siguiente día, Córdoba envió a Gauchier con la caballería, que encontró al ejército protestante apeado a lo largo del camino. La caballería protestante huyó sin participar en demasiadas luchas, dejando a la infantería a su suerte. Sin posibilidad de desplegar una posición de defensa, la infantería alemana fue aniquilada. Gauchier también capturó la artillería y el equipaje del ejército.

## Consecuencias
La victoria española fue completa tras una estrategia militar brillante librada por el Príncipe de Maratea. Esta batalla supuso un punto de inflexión a partir del cual el Imperio Español consiguió prolongar durante cuatro décadas más su preponderancia militar en Europa. 
Lo que quedaba de Brunswick y Mansfeld, unos 3000 efectivos de caballería, se unió finalmente al ejército holandés en Breda después de dar un rodeo. 
Spinola se vio obligado a abandonar el sitio de Bergen-op-Zoom, pero como tras el resultado de la Batalla de Fleurus ya no estaba en peligro de ser rodeado, lo hizo tranquilamente, siendo capaz de asegurar su tren de asedio y todo su tren de suministros.
Brunswick y Mansfeld sólo sirvieron tres meses a sueldo de los holandeses, sus tropas revoltosas e indisciplinadas no tenían sitio en el disciplinado ejército holandés.
Mientras tanto, como resultado de Fleurus, el ejército del Conde de Tilly invadió fácilmente el Palatinado.